# Charles Brackeen
Charles Brackeen (* 13. März 1940 in Oklahoma; † 5. November 2021) war ein US-amerikanischer Jazz-Saxophonist (Tenor- und Sopransaxophon).

## Leben und Wirken
Brackeen spielte zu Beginn seiner Musikerlaufbahn Geige und Klavier, bevor er zum Saxophon wechselte. Er pendelte zwischen Kalifornien und der Ostküste, bevor er sich in New York City niederließ. 1968 legte er sein Debütalbum Rhythm X vor, aufgenommen mit Don Cherry, Charlie Haden und Ed Blackwell; 1974 spielte er ein weiteres Album unter eigenem Namen ein. In dieser Zeit spielte er auch im Melodic Art-Tet mit Ahmed Abdullah, Ronnie Boykins und Roger Blank. Weiterhin wirkte er an Aufnahmen des Jazz Composer’s Orchestra, von Don Cherry (1973), Leroy Jenkins (1975), den Wildflowers Loft-Sessions (1976), Paul Motian (1977–1979) und Ronald Shannon Jacksons Decoding Society (1980/81) mit, spielte aber dann bis 1987 keine weiteren Aufnahmen ein. Mit seinen eigenen Gruppen entstanden dann drei Alben für Silkheart Records, darunter Worshippers Come Nigh. Brackeen, der auch mit Dennis González arbeitete, war zeitweilig mit der Pianistin Joanne Brackeen verheiratet.

## Diskografie (Auswahl)
Als Leader
- Rhythm X (Strata-East, 1968) mit Don Cherry, Charlie Haden, Ed Blackwell
- Charles’ Concept (1974)
- Bannar (Silkheart Records, 1987) mit Dennis Gonzalez, Malachi Favors
- Attainment (Silkheart, 1987)
- Worshippers Come Nigh (Silkheart, 1987) mit Fred Hopkins, Andrew Cyrille

mit Paul Motian
- Prelude (1977)
- Dance (ECM, 1977)
- Le Voyage (ECM, 1979)

mit Ahmed Abdullah
- Liquid Magic (Silkheart, 1987)
- Mystery of Two (1987)

mit Dennis González
- Nameshake (Silkheart, 1987)
- Debenge-Debenge (Silkheart, 1987)
- The Desert Wind (1989)

mit Ronald Shannon Jacksons Decoding Society
- Eye on You (About Time, 1980)
- Nasty (Moers Music, 1981)

## Lexikalischer Eintrag
- Ian Carr, Digby Fairweather, Brian Priestley: Rough Guide Jazz. Der ultimative Führer zur Jazzmusik. 1700 Künstler und Bands von den Anfängen bis heute. Metzler, Stuttgart/Weimar 1999, ISBN 3-476-01584-X.
- Richard Cook, Brian Morton: The Penguin Guide of Jazz on CD. 6. Auflage. Penguin, London 2002, ISBN 0-14-051521-6.